# Verdo Elmore
Pour les articles homonymes, voir Elmore.
Verdo Wilson « Ellie » Elmore (né le 10 décembre 1899 et mort le 5 août 1969) était un voltigeur de baseball américain, qui a joué dans la Ligue majeure de baseball (MLB). Elmore a joué pour les Browns de Saint-Louis, en 1924 .
Un fait curieux est que les trois coups de baseball aux Majeurs d'Elmore étaient des doubles , ce qui le lie à Earl Hersh et Dennis Powell pour les plus grands succès dans une carrière en MLB, où tous les coups du joueur étaient des doubles.